# Analogie (évolution)
Pour les articles homonymes, voir analogie (homonymie).
Ne doit pas être confondu avec Homologie (évolution).
| |  |  |
| Les ailes de l'oiseau-mouche (à gauche) et du papillon moro-sphinx (Lepidoptera, Sphingidae) (à droite) sont analogues par leur capacité au vol stationnaire mais ne sont pas homologues, car elles ne se sont pas formées de la même manière. |  |  |

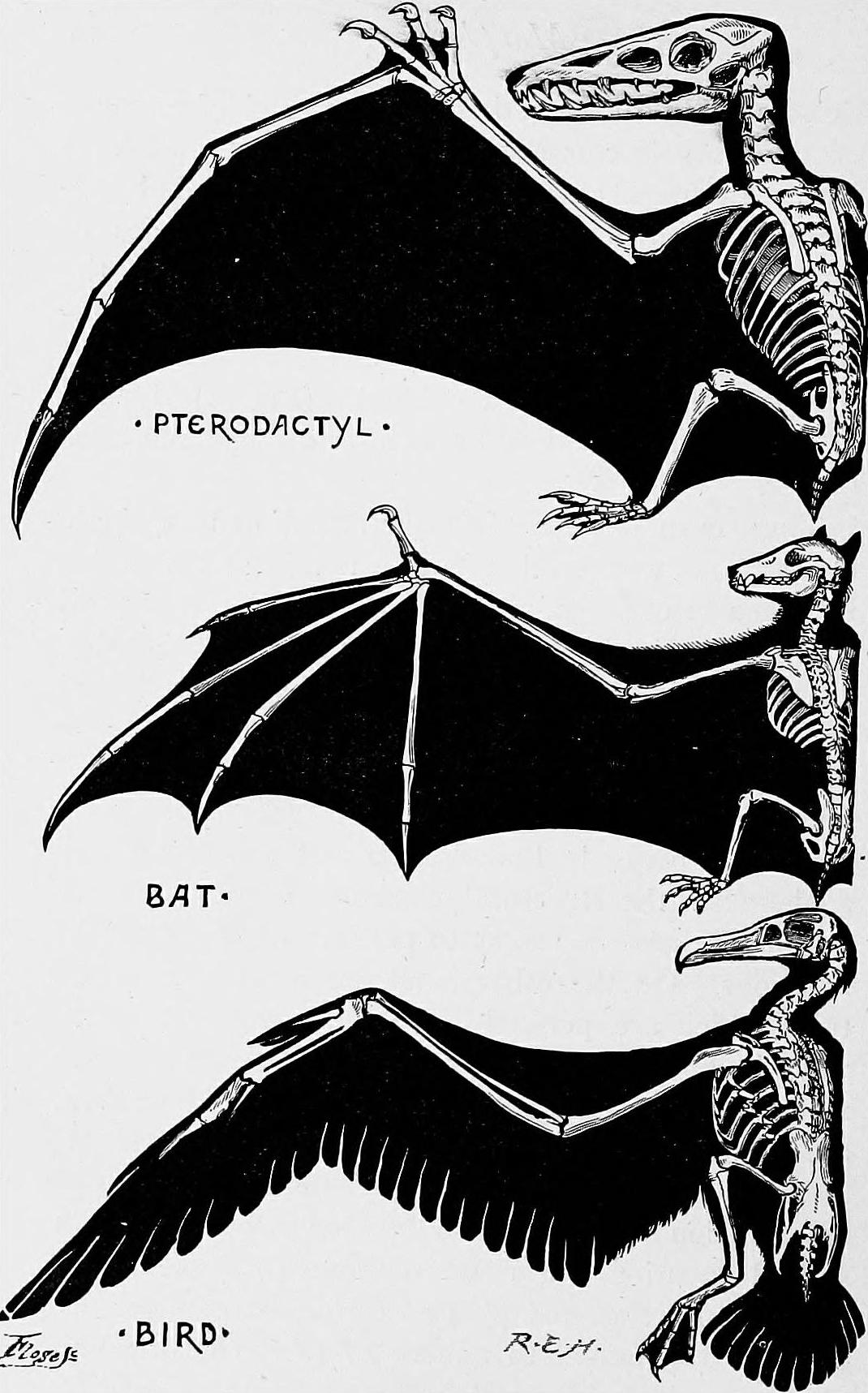
Les ailes du ptérosaure (1), de la chauve-souris (2) et de l'oiseau (3) sont analogues (elles ont la même fonction) et sont homologues (similaires en structure), mais chacune a évolué indépendamment à partir d'un dernier ancêtre commun sans aile.

En biologie de l'évolution, une analogie désigne une similarité entre deux traits (en général, anatomiques) remplissant les mêmes fonctions biologiques, observés chez deux espèces différentes, qui n'est pas liée à un héritage évolutif commun. Ces deux traits sont alors dits analogues.
La notion d'analogie s'applique au niveau des organes ou des parties d'organes mais aussi au niveau des organismes (espèces actuelles et/ou fossiles considérées comme analogues aux espèces vivantes).

## Exemple
C'est le cas, par exemple, de l'aile d'une chauve-souris et de celle d'un papillon : toutes deux permettent à l'animal de voler, mais, évolutionnairement, les ailes de la chauve-souris, qui est un mammifère, dérivent des membres antérieurs des vertébrés, alors que les ailes du papillon, qui est un insecte, sont des membranes cuticulaires formées par la juxtaposition de deux couches épidermiques. Le dernier ancêtre commun de ces deux groupes était dépourvu d'ailes puisqu'il ressemblait à un ver. Ainsi, les ailes sont apparues indépendamment et de deux manières différentes dans ces deux groupes. C'est ce qu'on appelle une analogie par convergence évolutive ou homoplasie. Dans ce cas, les deux organes sont dits hétérologues.

## Homologie
Deux structures anatomiques liées à un héritage commun sont dites homologues. Deux structures anatomiques peuvent être à la fois analogues et homologues. L'exemple des ailes de trois vertébrés amniotes, le Ptérosaure, la Chauve-souris et l'Oiseau, représente une analogie fonctionnelle (l'aile surface portante pour le vol) et une homologie structurale (le membre chiridien antérieur des vertébrés tétrapodes).